# Danilo y Chapis
Danilo y Chapis é um projeto de entretenimento infantil criado por Cristina e Alejandro Abaroa. Eles venceram duas vezes consecutivas o Grammy Latino de Melhor Álbum Infantil.

## História
Cristina e Alejandro, reconhecidos como pioneiros da música infantil latina, têm impactado gerações desde sua primeira atuação no "El Club de Gaby", em 1992. Ao longo de sua carreira, receberam 13 indicações ao Grammy Latino, incluindo quatro consecutivas na categoria de Melhor Álbum Infantil com Danilo y Chapis. Com mais de 5 milhões de cópias de álbuns vendidos, eles estabeleceram marcos significativos no cenário da música infantil latina. Além disso, o sucesso cultural de sua canção “El Baile del Sapito” alcançou mais de 2,4 bilhões de visualizações no YouTube, consolidando ainda mais seu legado no gênero.

## Discografia
- Danilo & Chapis, Vol. 1 (2021)
- Danilo & Chapis, Vol. 2 (2022)
- Vamos Al Zoo (2023)
- ¡A Cantar! (2024)